# وشاره
وشاره، روستایی است از توابع بخش خلجستان در استان قم ایران.

## جمعیت
این روستا در دهستان دستجرد (قم) قرار دارد و براساس سرشماری مرکز آمار ایران در سال ۱۳۸۵، جمعیت آن ۲۵۴ نفر (۷۹خانوار) بوده‌است. البته که امروزه دیگر دهستانی دستجرد به شهر دستجرد تبدیل شده است. در حال حاضر روستای وشاره در فصول سرد سال، حدود ۳۰۰ الی ۵۰۰ تن ساکن دائمی دارد و در فصول گرم سال، حدود ۱۵۰۰ الی ۲۰۰۰ تن ساکن دارد. بسیاری از جوانان قدیم وشاره که امروزه در شهرهای قم، تهران یا کرج ساکن هستند؛ در فصول گرم سال به خانه های ییلاقی خود رفته و از آب و هوای خنک آن استفاده می کنند. هم چنین از دیگر عوامل شلوغی این روستا در فصول گرم سال بالاخص تابستان، نزدیکی روستا به شهرستان قم است. به دلیل گرم بودن قم، بسیاری از مردم این شهر در این روستا، خانه های ییلاقی خریداری کرده اند و در تابستان برای فرار از گرمای طاقت فرسای قم، به این روستا کوچ می نمایند.